# غوستاف يانسون
غوستاف يانسون (بالسويدية: Gustav Jansson)‏ (24 فبراير 1986 بالسويد - ) هو لاعب كرة قدم سويدي في مركز حراسة المرمى. لعب مع أتفدابيرجس وVärmbols FC ‏.

## وصلات خارجية
- غوستاف يانسون على موقع اتحاد السويد (السويدية)
- غوستاف يانسون على موقع قاعدة بيانات كرة القدم.إي يو (الإنجليزية)